# 中華民國109年全國大專校院運動會競技啦啦隊比賽
中華民國109年全國大專校院運動會競技啦啦隊比賽區分公開和一般組，共產生八面金牌
，賽事於109年10月29日至10月30日在義守大學體育館舉行。

该比赛在全國大專校院運動會籌備會指導下，依照中華民國109年全大運競賽規程辦理各項技術工作。

## 競賽資訊[a 1]

### 大會日期
中華民國 109 年 10 月 28 日（星期三）至 11 月 4 日（星期三）。

### 比賽日程
109 年 10 月 10 月 29 日（星期四）至 10 月 30 日（星期五）計 2 天。

### 比賽場地
義守大學體育館(高雄市大樹區學城路 1 段 1 號)

### 比賽項目
- (一)競賽分組：
  - 1.公開男女混合組。
  - 2.公開女生組。
  - 3.一般男女混合組。
  - 4.一般女生組。
- (二)競賽項目：
  - 1.競技啦啦隊：
    - (1)公開男女混合團體組(Premier)。
    - (2)一般男女混合團體組(Premier)。
    - (3)公開女生團體組(Premier)。
    - (4)公開男女混合 5 人組。
    - (5)一般男女混合 5 人組。
    - (6)公開女生 5 人組。
    - (7)一般女生 5 人組。

  - 2.舞蹈啦啦隊：
    - (1)公開彩球團體組。
    - (2)公開爵士團體組。
    - (3)公開嘻哈團體組。
    - (4)公開彩球雙人組。
    - (5)一般彩球雙人組。
    - (6)公開嘻哈雙人組。
    - (7)一般嘻哈雙人組。

### 比賽時程
| 日 期            | 項 目                         | 時 段 |
| ---------------- | ----------------------------- | --- |
| 10月28日(星期三) | 技術會議 裁判會議             | 15:00~16:00 16:00~17:00 |
| 10月29日(星期四) | 舞蹈啦啦隊 賽前練習           | 09:30~10:30.舞蹈啦啦隊團體組 每隊從唱名到結束有5～8分鐘(依報名 隊伍數決定)，全體運動員必須穿著比賽 服裝和道具，將全部流程表演一次，以 便安全裁判檢視。 |
| 10月29日(星期四) | 競技啦啦隊 賽前練習           | 10:40~13:10.競技啦啦隊團體組 每隊從唱名到結束有5～8分鐘(依報名 隊伍數決定)，全體運動員必須穿著比賽 服裝和道具，將全部流程表演一次，以 便安全裁判檢視。 |
| 10月29日(星期四) | 舞蹈啦啦隊賽程 競技啦啦隊賽程 | 14:00~15:00.舞蹈啦啦隊雙人組比賽 15:00~17:00.競技啦啦隊5人組比賽                                                                                       |
| 10月30日(星期五) | 舞蹈啦啦隊賽程                | 14:00~14:30.彩球團體組比賽 14:30~14:50.爵士團體組比賽 14:50~15:20 嘻哈團體組比賽                                                                       |
| 10月30日(星期五) | 競技啦啦隊賽程                | 15:30~15:50.公開女生團體組比賽 15:50~17:20.一般男女混合團體組比賽 17:30~18:00.公開男女混合團體組比賽                                                   |

## 裁判名單[a 1]
| 職務     | 姓名                                                    |
| -------- | ------------------------------------------------------- |
| 審判委員 | 紀振清 麥秀英                                           |
| 裁 判 長 | 廖志華                                                  |
| 裁 判    | 毛鐘瑩 石敏潔 甘博文 周佳宏 胡庭芸 邱雅伶 邱雯琪 黃綺綺 |
| 裁 判    | 陳麗娥 曾得全 凃佳妮 黃懷玉 陳艾琳 陳昶騏 鄭麗媛 蔡碧女 |
| 計 分    | 蘇彥銘 宋芝儀                                           |
| 場 控    | 陳傳枝                                                  |
| 檢 錄    | 王韻淑                                                  |
| 場 務    | 傅俊豪                                                  |

## 決賽成績列表[a 2]
| 序 | 單位   | 比賽項目                               | 姓名 | 成績  | 備註 | 名次 | 積分 | 組別     | 種類       | Desp |
| 1  | 輔仁大 | 公開混合組競技啦啦競技啦啦隊團體組     | 呂彥槿 余泓毅 蘇子玹 顏士恩 徐振庭 郭濬銘 邱奕亨 彭竣煒 羅祥民 謝旻諺 熊聖文 談仲倫 李芷霖 林倢羽 蘇琬晴 黃蓉姿 徐海薇 邱筠希 王晨渝 何青   | 355.8 |      | 1    | 4.0  | 競技啦啦 | 公開混合組 | 30   |
| 2  | 世新大 | 公開混合組競技啦啦競技啦啦隊團體組     | 廖堡境 袁子洧 張博鈞 李至岡 陳翊閔 陳嘉駿 李祥維 劉東霆 薛瑋杰 張永海 賴威丞 潘程豐 雷皓雲 劉子瑄 陳韻 林亮君 林芸瑧 楊子萱 蘇品云 王巧俐   | 348.4 |      | 2    | 2.0  | 競技啦啦 | 公開混合組 | 30   |
| 3  | 臺灣大 | 一般混合組競技啦啦競技啦啦隊團體組     | 潘俊霖 王道如 劉奕宏 陳劭宇 林冠吾 莊芃鍇 舒章綸 呂冠廷 林威志 姜昱亘 姚韋含 楊修齊 楊宗山 朱易昌 林秉寬 何錚 張晏寧 陳怡蓁 陳姿穎 廖昱棻   | 351.3 |      | 1    | 4.0  | 競技啦啦 | 一般混合組 | 30   |
| 4  | 中正大 | 一般混合組競技啦啦競技啦啦隊團體組     | 林家樂 林洺帆 張銘賢 劉侑承 鄭康甫 謝宏昀 周佳明 李元丞 張智雲 徐浩倫 游晉晨 黃韋銘 林皇伸 蔡岳霖 李庭宇 陳永浩 陳亞綿 嚴柏蓉 李思佳 張芷菱 | 299.6 |      | 2    | 2.0  | 競技啦啦 | 一般混合組 | 30   |
| 5  | 南臺科 | 一般混合組競技啦啦競技啦啦隊團體組     | 邱紹恩 施弘哲 周毅漢 廖邦宇 林朝駿 陳冠志 蘇詩鈺 林存修 吳哲豪 蘇柏禎 劉詠豪 黃彥呈 陳柚廷 林政翰 陳榮添 林駿維 張芸瑄 柯懿芳 楊雯棋 楊芷芸 | 282.2 |      | 3    | 1.0  | 競技啦啦 | 一般混合組 | 30   |
| 6  | 清華大 | 一般混合組競技啦啦競技啦啦隊團體組     | 沈彥華 張瑜 李承哲 陳孟泰 傅奕軒 吳俊諭 謝品寬 顏毓泰 陳柏臻 鄭念慈 丁怡萱 陳柔諼 周雨潔 蔡穎怡 徐子千 王梓娪 劉如軒 謝品萱 陳英媛 鄭艾林   | 236.2 |      | 4    | 0.0  | 競技啦啦 | 一般混合組 | 30   |
| 7  | 屏東科 | 一般混合組競技啦啦競技啦啦隊團體組     | 曾冠閔 陳家洋 何志宇 蘇雍凱 張偉宸 高兆毅 歐泰逸 周峻樟 籃元均 林志陽 陸玉軒 方冠閎 洪郁雯 謝雨庭 劉彥蕎 吳琬琳 江宜蓁 高羽縝               | 229.2 |      | 5    | 0.0  | 競技啦啦 | 一般混合組 | 30   |
| 8  | 樹德科 | 公開混合組競技啦啦舞蹈啦啦隊嘻哈團體組 | 劉星宏 許芸萍 黃美貞 楊采庭 宋玟臻 劉宣函 張雅茜 謝婕曦 彭翊瑄 劉懿葶 蔡怡廷 黃庭萱 黃乙丹 張林郁棻 于采禾                                  | 242.5 |      | 1    | 4.0  | 競技啦啦 | 公開混合組 | 30   |
| 9  | 康寧大 | 一般女生組競技啦啦競技啦啦隊5人組      | 魏妤庭 李依潔 李姿宜 王薇甯 蔡佳紋 陳姿伃 曾文棋                                                                                            | 237.9 |      | 1    | 4.0  | 競技啦啦 | 一般女生組 | 29   |
| 10 | 臺北護 | 一般女生組競技啦啦競技啦啦隊5人組      | 吳昀芮 張品芷 黎均茹 蔡宜賀 李盈萩 吳宜紜 曾華欣                                                                                            | 228.2 |      | 2    | 2.0  | 競技啦啦 | 一般女生組 | 29   |
| 11 | 南臺科 | 一般女生組競技啦啦競技啦啦隊5人組      | 廖邦宇 蘇柏禎 楊芷芸 戴妤珊 蔡豐岑 張冠瑛 葉晞                                                                                              | 183   |      | 3    | 1.0  | 競技啦啦 | 一般女生組 | 12   |
| 12 | 中正大 | 一般女生組競技啦啦競技啦啦隊5人組      | 鄭伊婷 柳青諼 嚴柏蓉 羅婕睿 賴郁欣 曾珮慈 莊舒晴                                                                                            | 162.2 |      | 4    | 0.0  | 競技啦啦 | 一般女生組 | 29   |
| 13 | 國立體 | 一般女生組競技啦啦競技啦啦隊5人組      | 趙巧慈 吳苑如 黃子凌 余幸恩 楊怡萱 | 160   |      | 5    | 0.0  | 競技啦啦 | 一般女生組 | 29   |
| 14 | 高雄大 | 一般女生組競技啦啦競技啦啦隊5人組      | 楊晉 陳諺農 王婷 李亭萱 梁嘉欣 謝妙欣 董佳妮                                                                                                | 157.3 |      | 6    | 0.0  | 競技啦啦 | 一般女生組 | 29   |
| 15 | 世新大 | 一般女生組競技啦啦競技啦啦隊5人組      | 雷皓雲 高楚 黃薇珊 儲瑜瑾 朱雅霆 吳采娟 王巧俐                                                                                              | 146.4 |      | 7    | 0.0  | 競技啦啦 | 一般女生組 | 29   |
| 16 | 輔英科 | 一般女生組競技啦啦競技啦啦隊5人組      | 鄭珮吟 李劭倢 劉易真 黃意婷 黃渝方 戴江世筠                                                                                                 | 136.7 |      | 8    | 0.0  | 競技啦啦 | 一般女生組 | 29   |
| 17 | 東南科 | 公開混合組競技啦啦競技啦啦隊5人組      | 林昱承 陳奕偉 蘇浩平 趙振飛 張志榮 李宗遑 沈如容                                                                                            | 371.3 |      | 1    | 4.0  | 競技啦啦 | 公開混合組 | 29   |
| 18 | 世新大 | 公開混合組競技啦啦競技啦啦隊5人組      | 廖堡境 李至岡 劉東霆 張永海 賴威丞 林亮君 林芸瑧                                                                                            | 343   |      | 2    | 2.0  | 競技啦啦 | 公開混合組 | 29   |
| 19 | 中華大 | 公開混合組競技啦啦競技啦啦隊5人組      | 曾冠樺 李培瑞 林忠右 蔡易良 曾紀堃 彭一正 徐文芯                                                                                            | 303.6 |      | 3    | 1.0  | 競技啦啦 | 公開混合組 | 29   |
| 20 | 臺灣體 | 公開混合組競技啦啦競技啦啦隊5人組      | 李欣澤 張哲維 黃敏竣 胡庭豪 仝太銓 李家蓉                                                                                                   | 297   |      | 4    | 0.0  | 競技啦啦 | 公開混合組 | 29   |
| 21 | 輔仁大 | 公開混合組競技啦啦競技啦啦隊5人組      | 呂彥槿 顏士恩 徐振庭 邱奕亨 何青 | 289.1 |      | 5    | 0.0  | 競技啦啦 | 公開混合組 | 29   |
| 22 | 中正大 | 一般混合組競技啦啦競技啦啦隊5人組      | 鄭康甫 謝宏昀 李元丞 張智雲 游晉晨 黃韋銘 陳雅惠                                                                                            | 284.3 |      | 1    | 4.0  | 競技啦啦 | 一般混合組 | 29   |
| 23 | 臺灣大 | 一般混合組競技啦啦競技啦啦隊5人組      | 陳劭宇 莊芃鍇 呂冠廷 姜昱亘 楊修齊 張晏寧 王翾幑                                                                                            | 259.6 |      | 2    | 2.0  | 競技啦啦 | 一般混合組 | 29   |
| 24 | 中原大 | 一般混合組競技啦啦競技啦啦隊5人組      | 陳力恆 林永翔 陳俊諺 劉學毅 蔡英昌 王宏偉 劉冠婷                                                                                            | 252.5 |      | 3    | 1.0  | 競技啦啦 | 一般混合組 | 29   |
| 25 | 中央大 | 一般混合組競技啦啦競技啦啦隊5人組      | 徐偉倫 黃仲豪 黃俊嘉 柯筆翔 卓鈺婷 孫聿莛                                                                                                   | 231.3 |      | 4    | 0.0  | 競技啦啦 | 一般混合組 | 29   |
| 26 | 屏東科 | 一般混合組競技啦啦競技啦啦隊5人組      | 張偉宸 歐泰逸 周峻樟 籃元均 林志陽 陸玉軒 謝雨庭                                                                                            | 228.4 |      | 5    | 0.0  | 競技啦啦 | 一般混合組 | 29   |
| 27 | 南臺科 | 一般混合組競技啦啦競技啦啦隊5人組      | 邱紹恩 施弘哲 黃玟瑋 黃彥呈 陳柚廷 林駿維 張芸瑄                                                                                            | 220   |      | 6    | 0.0  | 競技啦啦 | 一般混合組 | 29   |
| 28 | 中華大 | 一般混合組競技啦啦競技啦啦隊5人組      | 杜孟軒 盧皇嘉 林凱文 李之宇 方彥翔 魏詩庭 張雨睫                                                                                            | 219.6 |      | 7    | 0.0  | 競技啦啦 | 一般混合組 | 29   |
| 29 | 雲林科 | 一般混合組競技啦啦競技啦啦隊5人組      | 陳禹翔 陳武聰 張宇辰 許名億 楊茗豐 林健喬 何思彤                                                                                            | 207.9 |      | 8    | 0.0  | 競技啦啦 | 一般混合組 | 29   |
| 30 | 輔仁大 | 公開組競技啦啦舞蹈啦啦隊彩球雙人組     | 周晏均 鄭羽伶 | 243.5 |      | 1    | 4.0  | 競技啦啦 | 公開組     | 29   |
| 31 | 銘傳大 | 公開組競技啦啦舞蹈啦啦隊彩球雙人組     | 關沛瑄 鄒幸霓 | 233.5 |      | 2    | 2.0  | 競技啦啦 | 公開組     | 29   |
| 32 | 醒吾科 | 一般組競技啦啦舞蹈啦啦隊嘻哈雙人組     | 李文琛 蕭艾迪 | 221   |      | 1    | 4.0  | 競技啦啦 | 一般組     | 29   |

(成績結果以中華民國109年全國大專校院運動會大會公佈為主，本成績僅供參考)

### 官方資料
1. 1 2 3  （繁體中文） (PDF). 109年全國大專校院運動會籌備處.[]
2. ↑  （繁體中文）.   [2020-10-30]. （原始内容存档于2020-10-28）.
3. ↑  （繁體中文）. 2020--  [2020--]. []
4. ↑  （繁體中文）. 2020--  [2020--]. []
5. ↑  （繁體中文）. 2020--  [2020--]. []
6. ↑  （繁體中文）. 2020--  [2020--]. []
7. ↑  （繁體中文）. 2020--  [2020--]. []
8. ↑  （繁體中文）. 2020--  [2020--]. []
9. ↑  （繁體中文）. 2020--  [2020--]. []
10. ↑  （繁體中文）. 2020-10-29  [2020-10-29].[]

### 新聞報導
1. ↑  . 109年全國大專校院運動會. 2020-10-28  [2020-10-28].[]

## 外部連結
- （繁體中文）109年全國大專校院運動會官方網站（页面存档备份，存于）

Category:中華民國109年全國大專校院運動會比賽項目